# 陳偉光 (編導)
陳偉光（Gilbert Chan，1966年1月20日—2002年8月27日）是前香港有線體育有限公司台長。

## 生平
1985年5月加入亞洲電視，任職助理編導，因為工作勤奮，受到當時高層楊慶森賞識，晉升為編導。
1993年4月，過檔有線電視，擔任體育台節目主任。 
1994年4月，重返亞視，擔任節目發展編導。
1995年5月被斟介重返有線電視，擔任體育台高級編導。
1997年升為體育台監製。
1999年跳槽往「中華體育營製公司」，擔任製作監製。
2000年回巢有線電視，任體育台經理。

### 有線世盃嘉年華會
2002年的日韓世界盃，陳偉光把他的大將才能，盡情發揮得淋漓盡至。根據高層定下的策略，他解決了日本、韓國、香港三地的銜接，組合台前幕後過百工作人員，順利製作世界盃每場賽事轉播工作。九龍灣的世界盃嘉年華節目，比其他傳媒的節目更為出色。在完成世界盃工作之後，他辭任離開有線電視。

### 車禍逝世
2002年8月27日，他出席完舊同事為他舉行餞別宴之後，再往城門水塘觀星，駕駛途中在荃灣城門道失控猛撼小巴站石躉，陳頸骨折斷慘死，同車有線助理節目主任林雅麗亦受傷。

## 曾參與工作

### 亞洲電視
- 1988年《漢城奧運會》
- 1990年《開心主流派》
- 1990年《意大利世界盃》
- 1990年《北京亞運會》
- 1992年《巴塞隆拿奧運會》
- 1994年《許冠文陪你等睇波》
- 1994年《週末摔角大狂熱》
- 1994年《日本一百分》
- 1994年《長江三峽遊》

### 有線電視
- 1996年《歐洲國家盃》
- 1996年《阿特蘭大奧運會》
- 2002年《世界盃嘉年華》[3]

## 評價
- 黎明︰感到非常惋惜，他形容彼此在合作期間（有線世界盃宣傳活動），覺得陳是一位有禮和非常有魄力的人才。
- 李德能︰太愕然，在公在私都感到非常傷心。他形容二人在亞視時代經已認識，陳偉光是一位不可多得的人才，尤其是製作能力和組織力都非常強，在今次世界盃賽事可見一斑。此外，陳和藹可親，均能以誠意待人，這是最難能可貴的地方。李德能並形容陳偉光是一位令人永難忘記的好友。
- 馬啟仁︰認識陳偉光十多年，陳偉光是一個「冇得頂」的好朋友，而且又是一個「逍遙派」，事事對己要求極高，但又勇於接受挑戰，加上本身涉獵多方面，因此不斷挑戰自己，就像一生尋找夢想中的工作。他又能尊重別人意見又能給機會予新人，是難得的亦師亦友。